# Mania de Você
Mania de Você (título en español: Manía de ti) es una telenovela brasileña creada por João Emanuel Carneiro y emitida por TV Globo desde el 9 de septiembre de 2024 hasta el 28 de marzo de 2025. Está protagonizada por Gabz, Agatha Moreira, Nicolas Prattes, Chay Suede, Adriana Esteves, Mariana Ximenes y Eliane Giardini.

## Reparto

### Reparto principal
- Gabz como Viola[5]
  - Isis Brito como la niña Viola
- Agatha Moreira como Luma[6]
  - Laura Malfitano como la niña Luma
- Nicolas Prattes como Rudá[7]
- Chay Suede como Mavi[8]
- Adriana Esteves como Mércia[9]
- Mariana Ximenes como Ísis Cavalcanti[10]
- Eliane Giardini como Berta Pereira Cavalcanti[11]
- Ângelo Antônio como Nahum[12]
- Paulo Rocha como Volney[13]
- Ana Beatriz Nogueira como Moema[14]
- Alanis Guillen como Michele[15]
- Bruno Montaleone como Cristiano[16]
- Samuel de Assis como Daniel[16]
- Bukassa Kabengele como Marcel[17]
- Thalita Carauta como Lady[18]
- David Junior como Sirley
- Mariana Santos como Fátima[19]
- Eriberto Leão como Robson[20]
- Gi Fernandes como Evelyn[21]
- Paulo Mendes como Tomás Pereira Cavalcanti[22]
  - Miguel Bottini como el niño Tomás
- José Augusto Branco como Geraldo[23]
- Érico Brás como Edmilson[13]
- Ivy Souza como Dhu[24]
- Vanessa Bueno como Diana[25]
- Danilo Grangheia como Hugo[26]
- Duda Batsow como Bruna[26]
- Jaffar Bambirra como Iberê
  - Guilherme Leal como el joven Iberê
- Liza Del Dala como Lorena
- Lucas Wickhaus como Iarley
- Dandara Albuquerque como Sandra[27]

### Invitados especiales
- Rodrigo Lombardi como Molina[28]
- Simone Spoladore como Cecília[29]
- Fábio Assunção como Alfredo[30]
- Allan Souza Lima como Guga[31]
- Antonio Saboia como Henrique Pereira Cavalcanti[11]
- Joana de Verona como Filipa[32]
- Marcello Gonçalves como Frazão

## Audiencia
| Temporada | Episodios | Primera emisión         | Primera emisión              | Última emisión      | Última emisión               | Prom. de espectadores (Puntos de rating) |
| Temporada | Episodios | Fecha                   | Audiencia (Puntos de rating) | Fecha               | Audiencia (Puntos de rating) | Prom. de espectadores (Puntos de rating) |
| --------- | --------- | ----------------------- | ---------------------------- | ------------------- | ---------------------------- | ---------------------------------------- |
| 1         | 173       | 9 de septiembre de 2024 | 23.0                         | 28 de marzo de 2025 | 23.3                         | 21.2                                     |